# Hippo (Griechische Frau)

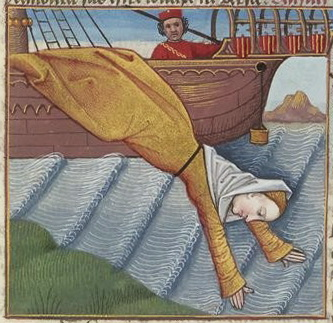
Hyppo in Boccaccio, De mulieribus claris, f. 47v, Buchmalerei von Testard Robinet, ca. 1492

Hippo war eine legendäre griechische Frau, die von Valerius Maximus im 1. Jahrhundert in seinen Facta et dicta memorabilia als ein Beispiel der Keuschheit angeführt wird. Ausgehend von Maximus’ Schrift wurde sie im 14. Jahrhundert von Giovanni Boccaccio in seinem Buch De mulieribus claris („Von berühmten Frauen“) unter Nummer 53 aufgenommen.
In den Facta et dicta memorabilia des Valerius Maximus steht:

„Atque ut domesticis externa subnectam, Graeca femina nomine Hippo, cum hostium classe esset excepta, in mare se, ut morte pudicitiam tueretur, abiecit. cuius corpus Erythraeo litori adpulsum proxima undis humus sepulturae mandatum ad hoc tempus tumulo contegit: sanctitatis vero gloriam aeternae traditam memoriae Graecia laudibus summis celebrando cotidie florentiorem efficit.“

„Neben diesen Beispielen aus unserem eigenen Land gibt es auch Beispiele aus dem Ausland. Eine griechische Frau namens Hippo, die von einem feindlichen Schiff gefasst wurde, stürzte sich ins Meer, um ihre Ehre zu retten – auf Kosten ihres Lebens. Ihr Leichnam wurde von den Wellen an die Küste von Erythrai getrieben und dort am Meer in einem Grabmal beigesetzt, das noch heute zu sehen ist. Aber der Ruhm ihrer moralischen Integrität ist für alle Zeiten erhalten geblieben, und Griechenland macht ihn jeden Tag deutlicher, indem es ihn mit dem höchsten Lob feiert.“

Boccaccio bedient sich der Erwähnung bei Valerius Maximus und schmückt die Geschichte weiter aus. Er gibt eine detailliertere Erklärung für ihre Entscheidung, sich selbst zu töten, indem er angibt, dass sie schön war und sich bewusst war, dass ihre Entführer planten, sie zu vergewaltigen. Er schreibt, dass Hippos Körper, nachdem er von den Wellen umhergeworfen wurde, an die Küste Erythrais geworfen wurde, wo die Einwohner sie wie eine Schiffbrüchige einfach begruben. Als die Ursache ihres Todes dann später bekannt wird, wird ein großes, dauerhaftes Grabmal zum Gedenken errichtet. Boccaccio lobt Hippos Verhalten, indem er bemerkt, dass sie ihre Keuschheit um den Preis von vielleicht ein paar weiteren Lebensjahren rettete und mit ihrem vorzeitigen Tod ewige Ehre für sich gewann.
Judy Chicago widmete Hippo eine Inschrift auf den dreieckigen Bodenfliesen des Heritage Floor ihrer 1974 bis 1979 entstandenen Installation The Dinner Party. Die mit dem Namen Hippo beschrifteten Porzellanfliesen sind dem Platz mit dem Gedeck für Aspasia zugeordnet.